# Коркинский район
Ко́ркинский район — административно-территориальная единица (район) и упразднённое муниципальное образование (муниципальный район) в Челябинской области России.
В 2022 году Коркинский муниципальный район был упразднён, а все входившие в его состав городские поселения были объединены в Коркинский муниципальный округ.
Административный центр — город Коркино.

## География
Коркинский район находится в 35 километрах к югу от областного центра города Челябинска, граничит с территориями Копейского городского округа, Еткульского и Сосновского районов. Расположен недалеко от федеральной автодороги А-123 Челябинск — Троицк — граница с Республикой Казахстан, вблизи железной дороги Челябинск — Троицк.

## История
Первое документальное упоминание о Коркине (деревня Коркина) датируется 1789 годом.
В 1931 году в Челябинском бассейне открыто одно из самых богатых по запасам угля Коркинское каменноугольное месторождение.
С 1932 года Коркино — рабочий посёлок.
2 октября 1942 года указом Президиума Верховного совета РСФСР рабочий посёлок Коркино Еткульского района преобразован в город областного подчинения.
В 2005—2022 годах — Коркинский муниципальный район.

### Коркинский муниципальный округ
В 2022 году Коркинский муниципальный район и входившие в его состав городские поселения были упразднены. Создано новое муниципальное образование Коркинский муниципальный округ. При этом Коркинский район сохранён как административно-территориальная единица.
В октябре 2022 года в Единый государственный реестр недвижимости были внесены границы Коркинского муниципального округа, а границы городских поселений и муниципального района сняты с кадастрового учёта. В ходе работы по описанию границ округа были учтены предложения соседних Копейского городского округа, Сосновского и Еткульского муниципальных районов и устранены пересечения с их границами.

## Население
| 1989    | 2002    | 2005    | 2006    | 2007    | 2008    | 2009    |
| ------- | ------- | ------- | ------- | ------- | ------- | ------- |
| 73 307  | ↘68 361 | ↘67 714 | ↘67 108 | ↘65 374 | ↘64 989 | ↘64 786 |
| 2010    | 2011    | 2012    | 2013    | 2014    | 2015    | 2016    |
| ↘63 863 | ↘63 831 | ↗63 837 | ↘63 394 | ↘62 225 | ↘60 910 | ↘60 405 |
| 2017    | 2018    | 2019    | 2020    | 2021    | 2023    |         |
| ↘60 059 | ↘59 615 | ↘58 939 | ↘58 730 | ↘57 043 | ↘56 058 |         |

## Территориальное устройство
Коркинский район как административно-территориальная единица области делится на 1 город районного значения и 2 рабочих посёлка (посёлка городского типа) с подчинёнными им населёнными пунктами. Коркинский муниципальный район, существовавший до 2022 года, в рамках организации местного самоуправления, включал 3 муниципальных образования со статусом городских поселений. В настоящее время муниципальный район и все сельские поселения на территории Коркинского района (Коркинское городское поселение, Первомайское городское поселение, Розинское городское поселение) упразднены — создан неделимый Коркинский муниципальный округ.

### Населённые пункты
В Коркинском районе (муниципальном округе) 7 населённых пунктов.
| № | Населённый пункт     | Тип              | Население | Бывшее муниципальное образование |
| - | -------------------- | ---------------- | --------- | -------------------------------- |
| 1 | Коркино              | город            | ↘36 591   | Коркинское городское поселение   |
| 2 | Роза                 | пгт              | ↘8631     | Розинское городское поселение    |
| 3 | Первомайский         | пгт              | ↘9524     | Первомайское городское поселение |
| 4 | Дубровка-Челябинская | посёлок ж-д. ст. | ↗810      | Коркинское городское поселение   |
| 5 | Шумаки               | деревня          | ↘445      | Первомайское городское поселение |
| 6 | Дубровка             | деревня          | ↗142      | Коркинское городское поселение   |
| 7 | Саксан               | посёлок ОП       | ↗125      | Первомайское городское поселение |

## Местное самоуправление
Главы района
- До 14 марта 2010 года — Марченков В. И.

## Экономика
Основные отрасли производства в районе: химическая и нефтехимическая, черная металлургия, целлюлозно-бумажная (ООО «Фабрика Южуралкартон»), машиностроение и металлообработка, производство строительных материалов.
Главной достопримечательностью является самый глубокий в Европе (хотя при этом Коркино расположено в Азии) и второй в мире угольный разрез, глубина которого достигает отметки более 500 метров, в диаметре около 7 километров.